# The Penguin Book of Modern African Poetry
The Penguin Book of Modern African Poetry (en una edició anterior del 1963, Modern Poetry from Africa) és una antologia de poesia del 1984 editada per Gerald Moore i Ulli Beier. Consisteix principalment en poemes escrits en anglès i traduccions en anglès de poesia francesa o portuguesa; els poemes escrits en llengües africanes només es van incloure a les traduccions dels autors. Els poemes estan ordenats pel país del poeta i després per la seva data de naixement.
A les seccions següents s'enumeren els poetes inclosos a la col·lecció.

## Angola
- Agostinho Neto
- António Jacinto
- Costa Andrade
- Ngudia Wendel
- Jofre Rocha
- Ruy Duarte de Carvalho

## Benin
- Emile Ologoudou

## Camerun
- Simon Mpondo
- Mbella Sonne Dipoko
- Patrice Kayo

## Cap Verd
- Onésima Silveira

## Costa d'Ivori
- Joseph Miezan Bognini
- Charles Nokan

## Gàmbia
- Lenrie Peters

## Ghana
- Ellis Ayitey Komey
- Kwesi Brew
- Kofi Awoonor
- Atukwei Okai
- Kofi Anyidoho

## Guinea
- Ahmed Tidjani Cissé

## Kenya
- Khadambi Asalache
- Jonathan Kariara
- Jared Angira

## Madagascar
- Jean-Joseph Rabearivelo
- Flavien Ranaivo

## Malawi
- David Rubadiri
- Felix Mnthali
- Jack Mapanje

## Mali
- Yambo Ouologuem

## Maurici
- Edouard Maunick

## Mauritània
- Oumar Ba

## Moçambique
- José Craveirinha
- Noémia de Sousa
- Valente Malangatana
- Jorge Rebelo

## Nigèria
- Gabriel Okara
- Christopher Okigbo
- Wole Soyinka
- John Pepper Clark
- Frank Aig-Imoukhuede
- Okogbuli Wonodi
- Michael Echeruo
- Pol N Ndu
- Onwuchekwa Jemie
- Aig Higo
- Molara Ogundipe-Leslie
- Niyi Osundare
- Odia Ofeimun
- Funso Aiyejina

## República del Congo
- Tchicaya U Tam’si
- Jean-Baptiste Tati Loutard
- Emmanuel Dongala

## São Tomé i Príncipe
- Alda do Espirito Santo

## Senegal
- Léopold Sédar Senghor
- Birago Diop
- David Diop

## Sierra Leone
- Syl Cheney-Coker

## Sud-àfrica
- Dennis Brutus
- Mazisi Kunene
- Sipho Sepamla
- Keorapetse Kgositsile
- Oswald Mbuyiseni Mtshali
- Arthur Nortje
- Mongane Wally Serote

## Uganda
- Okot p'Bitek

## Zaire
- Antoine-Rober Bolamba
- Mukala Kadima-Nzuji

## Zambia
- Gwendoline Konie